# Flandes zelandés

Bandera del Flandes Zelandés

 Flandes zelandés  (Zeeuws-Vlaanderen en neerlandés) es la parte de la provincia neerlandesa de Zelanda de los Países Bajos que se encuentra sobre la orilla meridional del río Escalda. Esta región culturalmente gira fuerte hacia el Flandes Belga. Su dialecto se acerca más al gantés que al holandés.

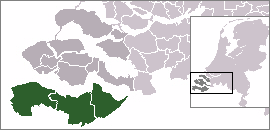
Ubicación de Flandes zelandés dentro de Zelanda, Países Bajos

Esta región, con una actividad económica bien desarrollada, se constituye sobre llanos fluviales, con una agricultura intensa, algunas zonas industriales, y una actividad turística sobre su costa del mar del Norte y en sus ciudades históricas.
Está formada por tres municipios: Sluis (Esclusa), Terneuzen y Hulst. La ciudad principal es Terneuzen, ciudad portuaria y con zonas industriales importantes.

## Geografía
La geografía de la región se ha modificado fuertemente en el curso de la historia. Aunque el área ahora es una parte del vasteland europeo, no siempre fue de esta manera.
Terneuzen, Zaamslag y Axel están en una isla que fue poblada por la gente del sector de Walcheren. Esta parte de la región tiene consecuentemente, un fuerte carácter calvinista. En Zaamslagveer la verdadera población flamenca comenzó en el lado del este, en Hulst.
Esta que todavía tiene un fuerte carácter católico , se convirtió más adelante en las conquistadas Provincias Unidas como Tierras de la Generalidad. La región completa era línea de frente en la guerra de los Ochenta Años. Hoy en día los católicos y los protestantes siguen con sus diferencias pero esto no es obstáculo para la convivencia.
- Wikimedia Commons alberga una categoría multimedia sobre Flandes zelandés.

- Datos: Q184430
- Multimedia: Zeelandic Flanders / Q184430